# Tu–126

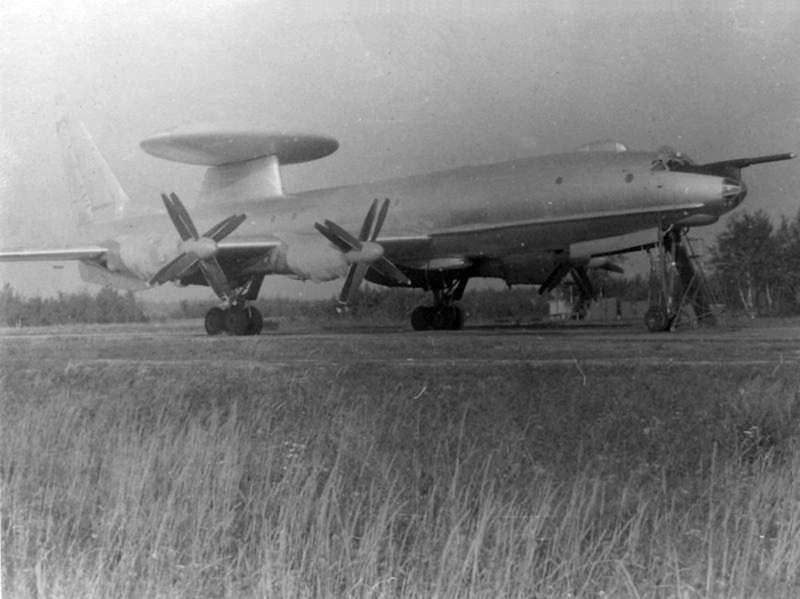
Tu–126 a litvániai Šiauliaiban

A Tu–126 (NATO-kódja: Moss) a Tu–114 utasszállító repülőgép alapjain a Szovjetunióban kifejlesztett korai előrejelző és légtérellenőrző repülőgép, melyet az 1960-as években állítottak hadrendbe. Az 1980-as években a Berijev A–50 váltotta fel.

## Története
A Tupoljev tervezőiroda 1958-ban kapott megbízást repülőgép fedélzetére telepített légtérellenőrző rendszer kifejlesztésére. A terv a 126-os kódszámot, illetve az L-gyártmány nevet kapta. A tervezőiroda kezdetben a Tu–95 bombázót tervezte kiindulási alapként felhasználni. A tervezetet kidolgozó, Szergej Jeger vezette csoport végül elvetette a Tu–95 ilyen célra történő felhasználását. A bombázó szűk törzse elégtelen lett volna a nagyméretű elektronikus berendezések, valamint a személyzet kényelmes elhelyezéséhez. Ezt követően logikus lépésnek tűnt a szélesebb törzsű Tu–114 kiválasztása. Két évig azonban szünetelt a munka, majd a légierő vezetése 1960-ban jóváhagyta, hogy a Tu–114-es utasszállító legyen a légtérellenőrző repülőgép alapja. A rádióelektronikai rendszer fejlesztését az NII–17, az OKB–373, az NII–25 és az NII–101 tudományos kutatóintézetek végezték.
A Szovjetunió Minisztertanácsa 1960. május 30-án kiadott határozatában utasította a Tupoljev-tervezőirodát, valamint a légtérellenőrző repülőgép Liana kódnevű (NATO-kódnév: Flap Jack) rádióelektronikai rendszerét fejlesztő NII–17 intézetet a szükséges gyártási dokumentáció elkészítésére és a 18. sz. repülőgépgyárnak történő átadására. Az előzetes tervek 1960 augusztusára elkészültek. A repülőgép átalakításáért a Tupoljev tervezőirodának a 18. sz. repülőgépgyárban működő részlege volt felelős Alekszandr Putyilov vezetésével. A Tu–114-es átalakítása gyorsan haladt, a prototípus 1961 negyedik negyedévére készen állt a berepülésre. A gép első felszállására 1962. január 23-án került sor. A berepülési program első szakasza 1964 februárjáig tartott, ez idő alatt a repülőgépre telepített Liana rendszer működését vizsgálták. A berepülési program második, 1964 novemberéig tartó szakaszában a repülőgép és a földi légvédelmi rendszerrel és a vadászrepülőgépekkel történő együttműködését vizsgálták.  A repülőgép sorozatgyártása azonban már a tesztsorozat befejezése előtt, 1963 novemberében elkezdődött a kujbisevi 18. sz. repülőgépgyárban. A sorozatgyártás 1968-ig tartott, ez idő alatt nyolc sorozatpéldányt építettek a típusból, így a prototípussal együtt összesen kilenc darab készült. A gépeket, főként az elektronikai berendezéseket később többször korszerűsítették. 1984-ben vonták ki a típust a szolgálatból. A gépeket utána még több évig tárolták, majd a többségüket 1990-ig szétbontották. Egy példányt 1975-ben átadtak a Taganrodi repülőgépgyárnak, ahol azt az A–50-es légtérellenőrző repülőgép radarrendszerének tesztelésére használták. 1987-ben visszakerült a légierőhöz. Ezt a példány az 1990-es évek elején a Gromov Repülési Intézet területén tárolták, majd utolsóként 1995-ben bontották szét.

## Alkalmazása
A Tu–126-ost a szovjet légvédelem 1965 áprilisában rendszeresítette. A gépek egy légtérellenőrző századot alkottak, melynek mind a kilenc gépe a litvániai Šiauliaiban állomásozott. A repülőgépek a Szovjetunió északi és keleti határai mentén, az óceáni térségben járőröztek, melynek során a Tu–128SZ–4 vadászgépekkel működtek együtt. A gép egy feltöltéssel 17–18 órát tartózkodhatott a levegőben. Rendszerint 8000–10 000 m-es magasságban járőrözött. 
A típus az 1980-as évek közepéig maradt szolgálatban, amikor a modernebb Berijev A–50 fokozatosan felváltotta. Az utolsó Tu–126-ost 1984-ben vonták ki. A Szovjetunión kívül csak India alkalmazta rövid ideig a típust. India az 1970-es évek elején bérelt egy példányt, melyet a Pakisztán elleni hadműveleteknél használt.
Képességei messze elmaradtak a hasonló nyugati eszközök mögött. A nagyméretű forgó légcsavarok interferenciát okoztak. A Liana radarrendszer a tengerek felett megfelelően működött, de a szárazföld felett bizonytalan volt az alacsonyan, földi háttérben repülő célok felderítése.

## Jellemzői
Felépítése nagyrészt megegyezett a gép alapjául szolgáló Tu–114 utasszállító repülőgéppel. Az utaskabint azonban átalakították. Hátsó részében a Liana radarberendezés és a kommunikációs rendszerek műszerblokkjai kaptak helyet. Elülső részében pedig az operátorok munkahelyeit alakították ki. A gép repülő személyzete két pilótából, két navigátorból, egy rádiósból és egy fedélzeti mérnökből állt. A kezelőszemélyzetet 12 fő volt, akik két váltásban dolgoztak. Egy hatfős váltás egy parancsnokból, egy mérnökből és négy operátorból állt. A szolgálaton kívüli váltásra külön pihenőhelyiség állt rendelkezésre.
A törzs fölött hátul, a függőleges vezérsík előtti tartón helyezték el a rádiólokátor forgó antennáját, amely egy 11 m átmérőjű, lencse alakú burkolatot kapott. Az antenna előtti radom fekete színű, a többi szegecselt alumíniumszerkezet és natúr fém színű. A rádiólokátor hatótávolsága 500–600 km volt. Nagyméretű légi célokat (pl. nehézbombázó) 300–340 km távolságból volt képes azonosítani, tenger felett ez a távolság elérhette a 400 km-t is.  Kisebb légi céloknál, pl. vadászrepülőgépeknél 100 km körüli volt a felderítési távolság.
A törzs alatt, a szárnyak belépőélénél egy nagyméretű levegőbeömlő nyílást alakítottak ki az elektronikus rendszerekhez szükséges hűtőrendszer számára. A farokrészen alul két kiegészítő stabilizátorlapot helyeztek el a hosszirányú stabilitás növelésére. A gépet alkalmassá tették légi utántöltésre. Az utántöltő csonkot a gép orrában helyezték el.
A gép a felderítési adatokat a honi légvédelem földi állomásaira továbbította. A kommunikációs rendszer hatótávolsága 2000 km volt. Emellett a gép közvetlenül is együtt tudott működni a Tu–128-as vadászrepülőgépekkel. 
A gépnek sem beépített, sem függesztett fegyverzete nem volt. Két gépen azonban SZPSZ–100 Rezeda típusú rádióelektronikai zavarórendszereket is elhelyeztek.

## Műszaki adatok

### Geometriai méretek és tömegadatok
- Fesztávolság: 51,1 m
- Hossz: 54,1 m
- Magasság: 15,5 m
- Szárnyfelület: 311,1 m²
- Üres tömeg: 103 000 kg
- Normál felszálló tömeg: 171 000 kg
- Üzemanyag-kapacitás: 60 900 kg

### Hajtóművek
- Hajtóművek száma: 4 darab
- Típusa: Kuznyecov NK–12MV légcsavaros gázturbina
- Maximális teljesítmény: 11 000 kW (14 800 LE)

### Repülési adatok
- Legnagyobb sebesség: 790 km/h
- Utazósebesség: 650–700 km/h
- Hatótávolság: 7000 km (egy feltöltéssel)
- Szolgálati csúcsmagasság: 10 700 m